# Violoncellový koncert
Violoncellový koncert, respektive přesněji koncert pro violoncello a orchestr, nebo prostě koncert pro violoncello, je koncert pro sólové violoncello (v ojedinělých případech i více nástrojů) doprovázené orchestrem nebo vzácněji menším souborem nástrojů. V druhém případě se jedná o komorní hudbu s doprovodem například smyčcového orchestru.

## Historický vývoj
Vývoj violoncellových koncertů jako samostatného žánru historicky paralelně sleduje vývoj samotného nástroje a jeho instrumentální techniky. Koncerty pro tento nástroj jsou psány od 17. století. Na rozdíl od houslí však bylo až do konce 18. století zvykem, že violoncello hrálo doprovodné party a melodičtější party ve stejném rejstříku byly svěřovány nástrojům z rodiny violy da gamba.
Před 19. stoletím tedy pro tento nástroj existovalo několik velkých koncertů, zejména v německé oblasti Evropy, ve srovnání s těmi, které byly napsány současně pro jiné strunné nástroje - s výraznými výjimkami Antonia Vivaldiho, Carla Philippa Emanuela Bacha, Josepha Haydna a Luigiho Boccheriniho. V období romantismu a pozdního romantismu se pak violoncellu dostává plného uznání coby sólového nástroje a bylo napsáno mnoho violoncellových koncertů (Schumann, Saint-Saëns, Dvořák).
Od té doby je violoncello bráno jako plnohodnotný sólový nástroj, současně s následným vývojem virtuosní hráčské techniky. Příkladem je např. španělský violoncellista Pabalo Casals: poté, co nahrál Bachovy violoncellové suity, dramaticky vzrostl violoncellový repertoár v první polovině 20. století: mezi lety 1900 a 1960 bylo vytištěno přes 160 skladeb pro violoncello, včetně mnoha sólových koncertů. Violoncellové koncerty se tak v hudební literatuře stávají stále častějšími: mnoho poválečných skladatelů napsalo alespoň jeden společně s častějšími koncerty pro klavír a housle.

## Hlavní koncerty pro violoncello

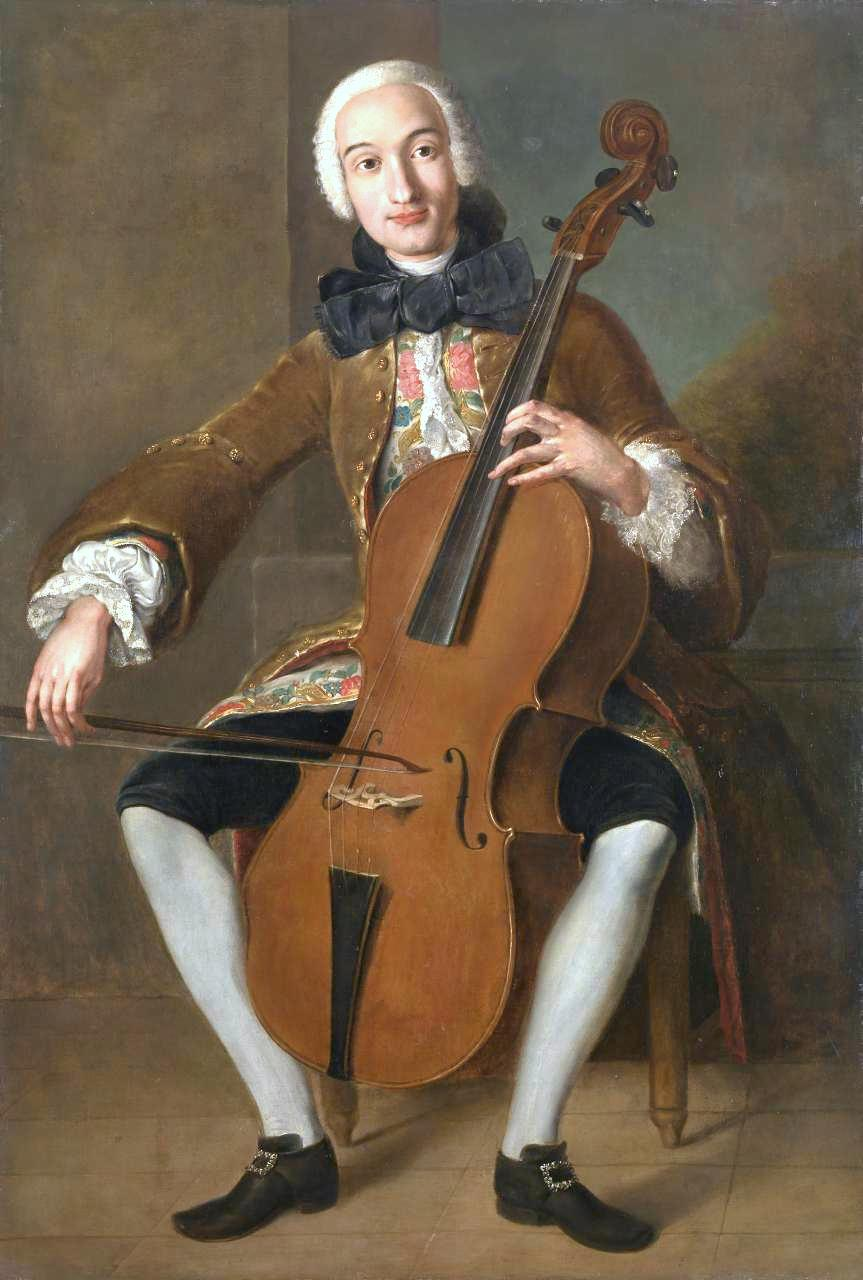
Luigi Boccherini

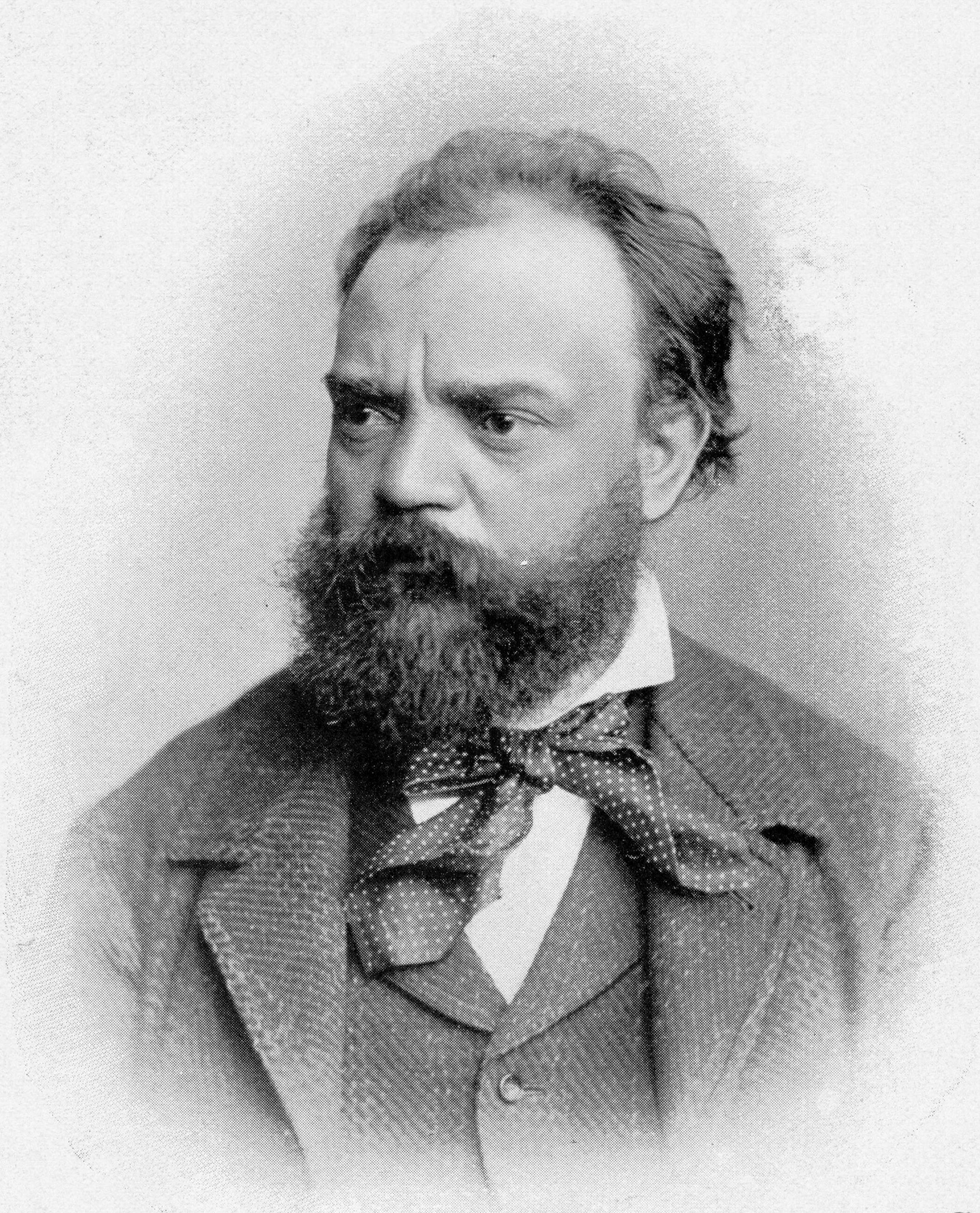
Antonín Dvořák

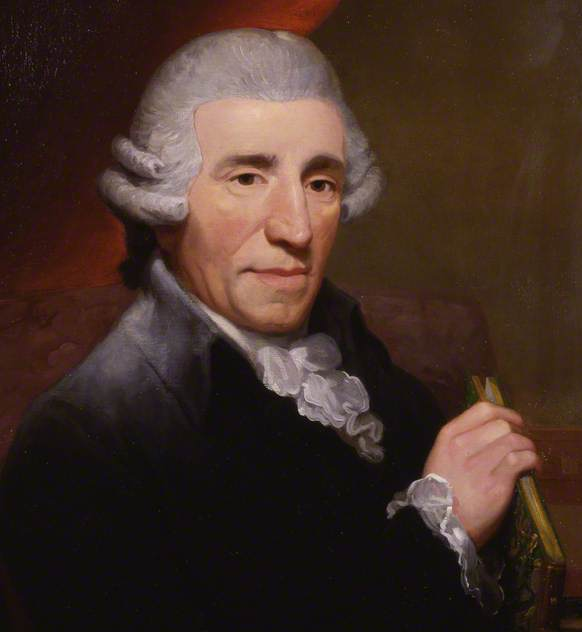
Joseph Haydn

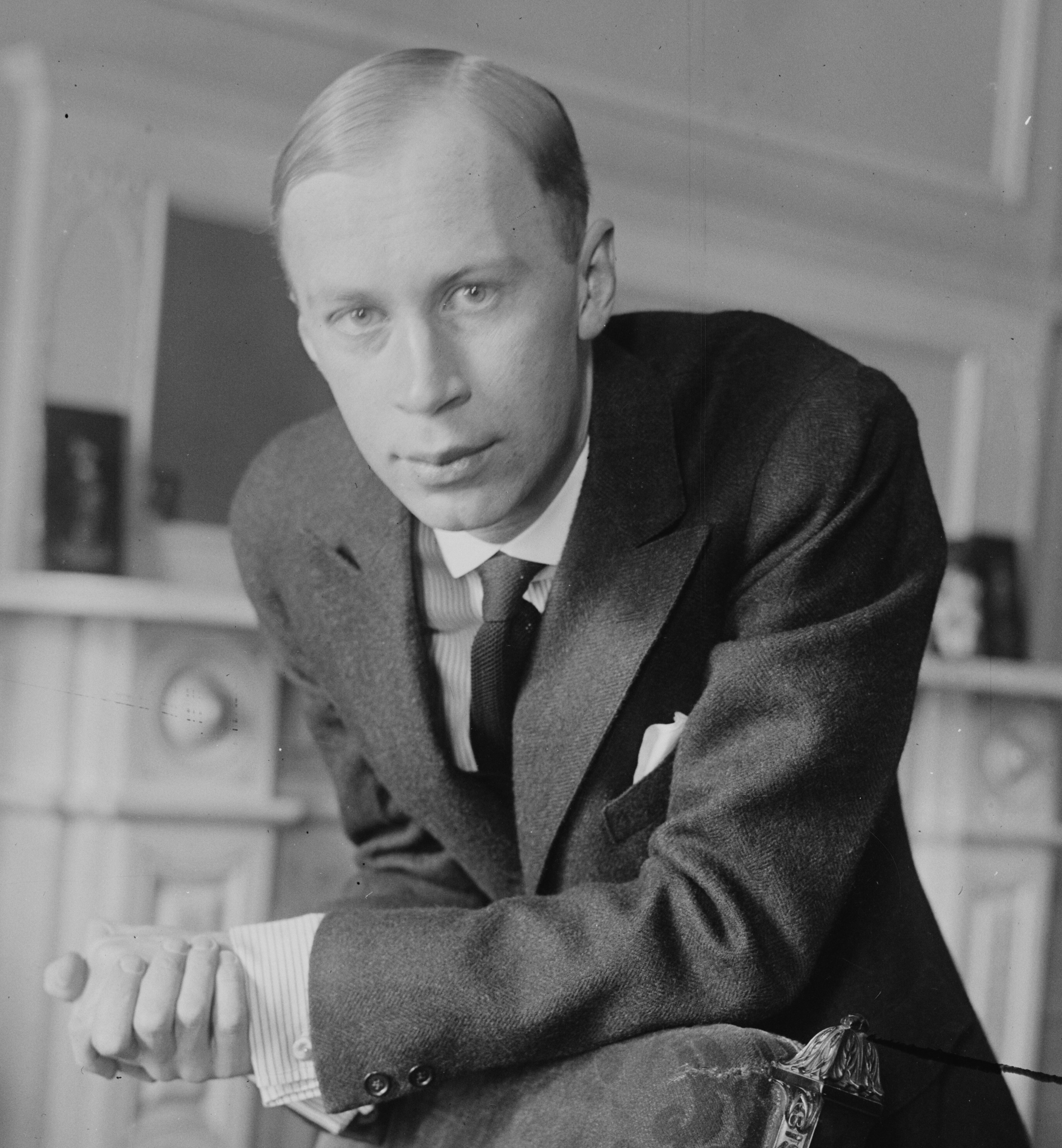
Sergej Prokofjev

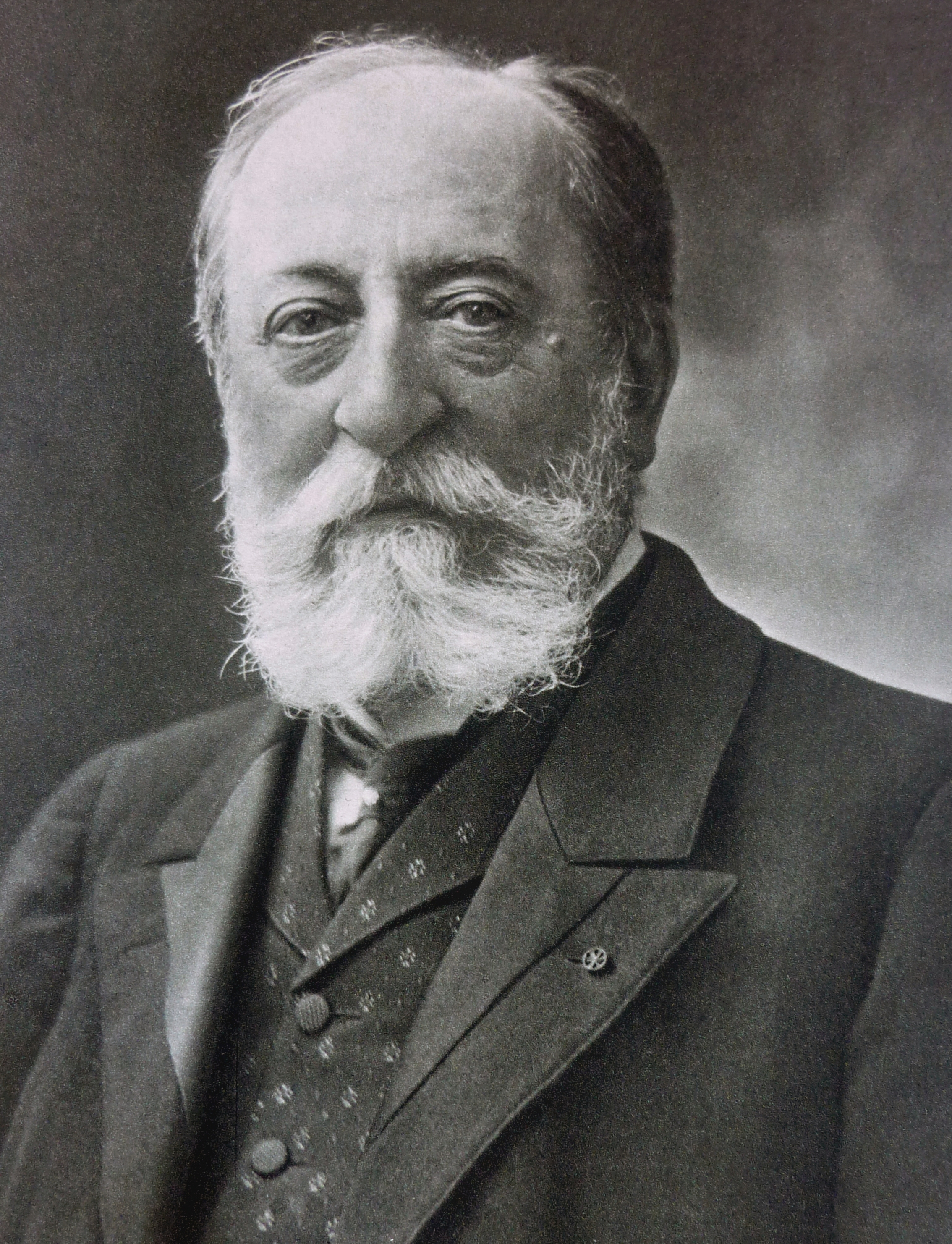
Saint-Saëns

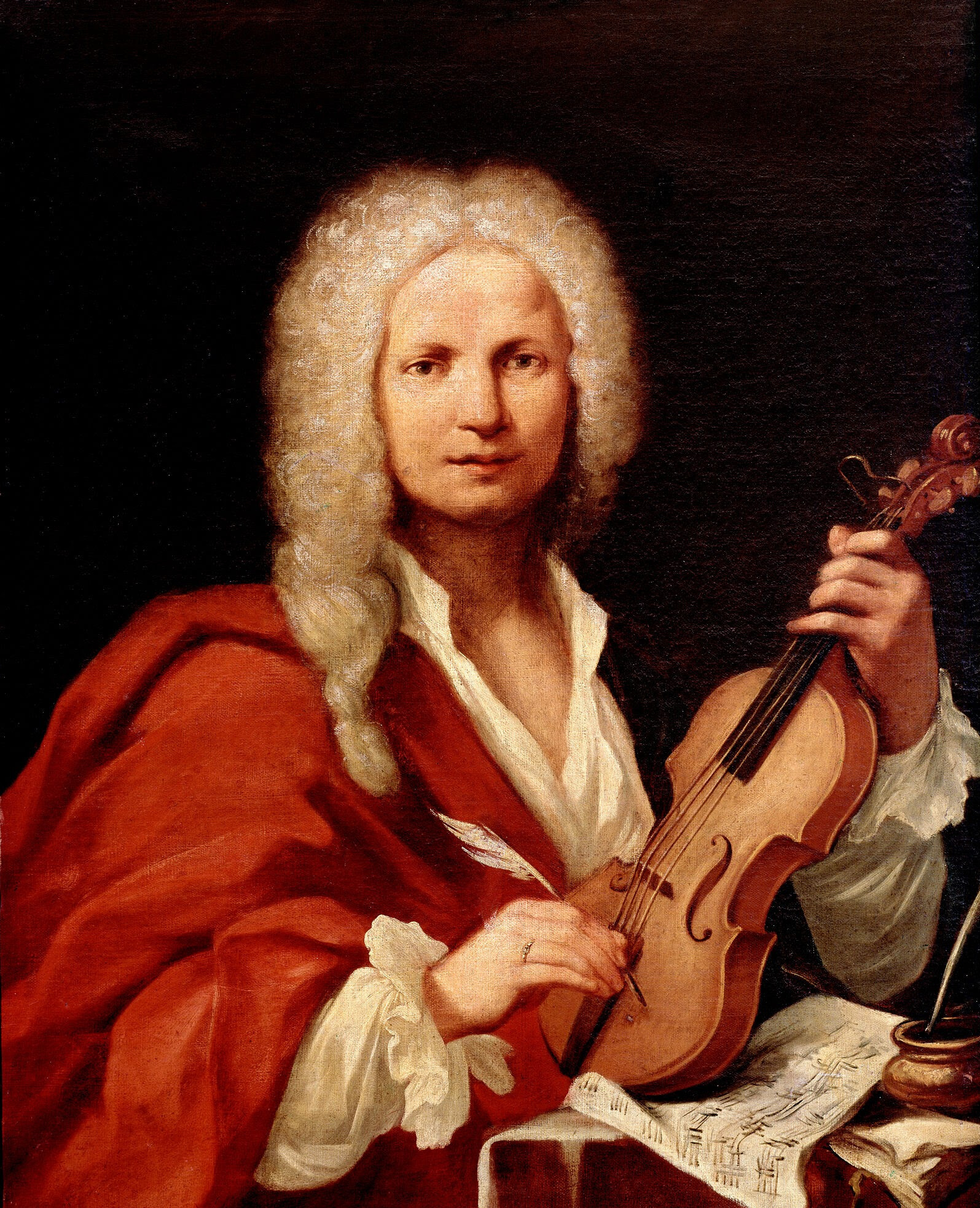
Presunto ritratto di Antonio Lucio Vivaldi, Bologna

- Carl Philipp Emanuel Bach (1714-1788)

Violoncellový koncert A dur
Violoncellový koncert a moll
Violoncellový koncert B dur
- Samuel Barber (1910-1981)

Violoncellový koncert a moll op. 22 (1945)
- Luigi Boccherini (1743-1805) Luigi Boccherini

Koncert č. 1 Es dur G. 474
Koncert č. 2 A dur G. 475
Koncert č. 3 E dur G. 476
Koncert č. 4 C dur G. 477
Koncert č. 5 E dur G. 478
Koncert č. 6 E dur G. 479
Koncert č. 7 G dur G. 480
Koncert č. 8 C dur G. 481
Koncert č. 9 B dur G. 482
Koncert č. 10 E dur G. 483
Koncert č. 11 C dur G. 573
- Jean-Baptiste Bréval:

č. 1, la, Op. 14 (1784);
č. 2, re, Op. 17 (1784);
č. 3, fa, Op. 20 (1785);
č. 4, do, Op. 22 (1786);
č. 5, Op. 24 (1786);
č. 6, do, Op. 26 (1786);
č. 7, la, Op. 35 (asi 1794)
- Max Bruch (1838-1920)

Kol Nidrei, op. 47, pro violoncello a orchestr
- Antonio Caldara

Koncert d moll - Concerto per camera a violoncello solo con 2 violini e basso continuo
- Boris Čajkovskij

Violoncellový koncert
- Henri Dutilleux

Tout un Monde Lointaič... (1970)
- Antonín Dvořák (1841-1904)

Koncert pro violoncello a orchestr A dur B.10, pro orchestr upravil Jarmil Burgahuser a později též Günther Raphael
Koncert pro violoncello a orchestr h moll op. 104 (1895)
- Edward Elgar

Koncert pro violoncello a orchestr e moll, op. 85 (1918-19)
- George Enescu

Sinfonia concertante, Op. 8
- Gerald Finzi

Violoncellový koncert, Op. 40 (1955)
- Philip Glass

Violoncellový koncert
- Joseph Haydn (napsal celkem 6 violoncellových koncertů, dochovaly se 4)

Violoncellový koncert č. 1 C dur (1761-65)
Violoncellový koncert č. 2 C dur (1783)
- Paul Hindemith

Violoncellový koncert Es dur, Op. 3 (1916)
Kammermusik č. 3 pro violoncello a 10 nástrojů, Op. 36/2 (1925)
Koncert pro violoncello a orchestr G dur (1940)
- Arthur Honegger

Koncert pro violoncello a orchestr C dur H 72 (1929)
- Dmitrij Kabalevskij

Violoncellový koncert č. 1 g moll, Op. 49 (1949)
Violoncellový koncert č. 2 c moll, Op. 77 (1964)
- Aram Chačaturjan (1903-1978)

Violoncellový koncert e moll.
Koncert-rapsodie e moll.
- Édouard Lalo

Koncert pro violoncello a orchestr e moll (1876)
- György Ligeti

Violoncellový koncert (1966)
- Witold Lutosławski

Violoncellový koncert (1969–70)
- Bohuslav Martinů

Dva koncerty
- Darius Milhaud

2 koncerty
- Nikolaj Mjaskovskij

Violoncellový koncert c moll, Op. 66 (1944)
- Georg Matthias Monn

Koncert D dur
- Krzysztof Penderecki

Violoncellový koncert č. 1 (1972)
Violoncellový koncert č. 2 (1982)
- David Popper

4 koncerty pro violoncello a orchestr
Requiem pro 3 violoncella a orchestr.
- Sergej Prokofjev

Violoncellový koncert, Op. 58
Sinfonia Koncert, Op. 125 (revisione della op.58)
Concertino pro violoncello g moll, Op. 132 (nedokončený) (1952)
- Bernhard Romberg

Opus 2, Koncert č. 1 B dur, pro violoncello a orchestr
Opus 3, Grand concert č. 2 C dur, pro violoncello a orchestr
Opus 6, Koncert č. 3 G dur, pro violoncello a orchestr
Opus 7, Violoncellový koncert č. 4 e moll
Opus 30, Koncert č. 5 fis moll pro violoncello a orchestr
Opus 31, Koncert č. 6 F dur (Militaire) pro violoncello a orchestr
Opus 44, Koncert č. 7 C dur (Suisse) pro violoncello a orchestr
Opus 48, Koncert č. 8 A dur (Brillant) pro violoncello a orchestr
Opus 56 , Grand concert č. 9 h moll pro violoncello a orchestr
Opus 75, Koncert č. 10 E dur (Brillant), pro violoncello a orchestr
- Camille Saint-Saëns

Violoncellový koncert č. 1 a moll, Op. 33 (1872)
Violoncellový koncert č. 2 e moll, Op. 119 (1902)
- Alfred Schnittke:

2 koncerty
- Robert Schumann

Violoncellový koncert a moll, Op. 129 (1850)
- Vladimír Sommer

Violoncellový koncert
- Dmitrij Šostakovič

Violoncellový koncert č. 1, Op. 107 (1959)
Violoncellový koncert č. 2, Op. 126 (1966)
- Giuseppe Tartini

Violoncellový koncert c moll
Violoncellový koncert E dur
- Henri Vieuxtemps

Violoncellový koncert a moll, Op. 46
Violoncellový koncert h moll, Op. 50
- Heitor Villa-Lobos

Violoncellový koncert č. 1
Violoncellový koncert č. 2
- Antonio Vivaldi Presunto ritratto di Antonio Lucio Vivaldi, Bologna

Violoncellový koncert RV 398 C dur
Violoncellový koncert RV 400 C dur
Violoncellový koncert RV 401 C dur
Violoncellový koncert RV 402 c moll
Violoncellový koncert RV 403 E dur
Violoncellový koncert RV 404 E dur
Violoncellový koncert RV 405 e moll
Violoncellový koncert RV 406 e moll
Violoncellový koncert RV 407 e moll
Violoncellový koncert RV 408 Es dur
Violoncellový koncert RV 410 F dur
Violoncellový koncert RV 411 F dur
Violoncellový koncert RV 412 F dur
Violoncellový koncert RV 413 G dur
Violoncellový koncert RV 414 G dur
Violoncellový koncert RV 415 G dur
Violoncellový koncert RV 416 g moll
Violoncellový koncert RV 417 g moll
Violoncellový koncert RV 418 a moll
Violoncellový koncert RV 419 a moll
Violoncellový koncert RV 420 a moll
Violoncellový koncert RV 421 a moll
Violoncellový koncert RV 422 a moll
Violoncellový koncert RV 423 B dur
Violoncellový koncert RV 424 h moll
Violoncellový koncert e fagot RV 409 e moll
Koncert pro 2 violoncella, smyčce a basso continuo a moll
- William Walton

Violoncellový koncert (1956)

### Další koncertantní skladby pro violoncellovou
- Ludwig van Beethoven

Trojkoncert pro klavír, housle a violoncello C dur
- Ernest Bloch

Schelomo, Hebrejská rapsodie pro violoncello a velký orchestr
- Johannes Brahms

Dvojkoncert a moll pro housle a violoncello, op. 102
- Benjamin Britten

Symfonie pro violoncello (1963)
- Max Bruch

Kol Nidrei
- Antonín Dvořák

Rondo g moll, op. 94, 1893 
Klid lesa, op. 68, č. 5
- Gabriel Fauré

Elégie pro violoncello a orchestr, op. 24
- Olivier Messiaen

Koncert pro klavír, violoncello, flétnu a hoboj (1990-1992)
- Richard Strauss

Don Chisciotte
- Petr Iljič Čajkovskij (1840 - 1893)

Variace na rokokové téma pro violoncello a orchestr, op. 33